# Râul Răchițele, Săcuieu
Râul Răchițele este un curs de apă, unul din brațele care formează râul Săcuieu.

## Hărți
- Harta județului Cluj